# Missoula County
Missoula County is een county in de Amerikaanse staat Montana.
De county heeft een landoppervlakte van 6.729 km² en telt 95.802 inwoners (volkstelling 2000). De hoofdplaats is Missoula.

## Bevolkingsontwikkeling

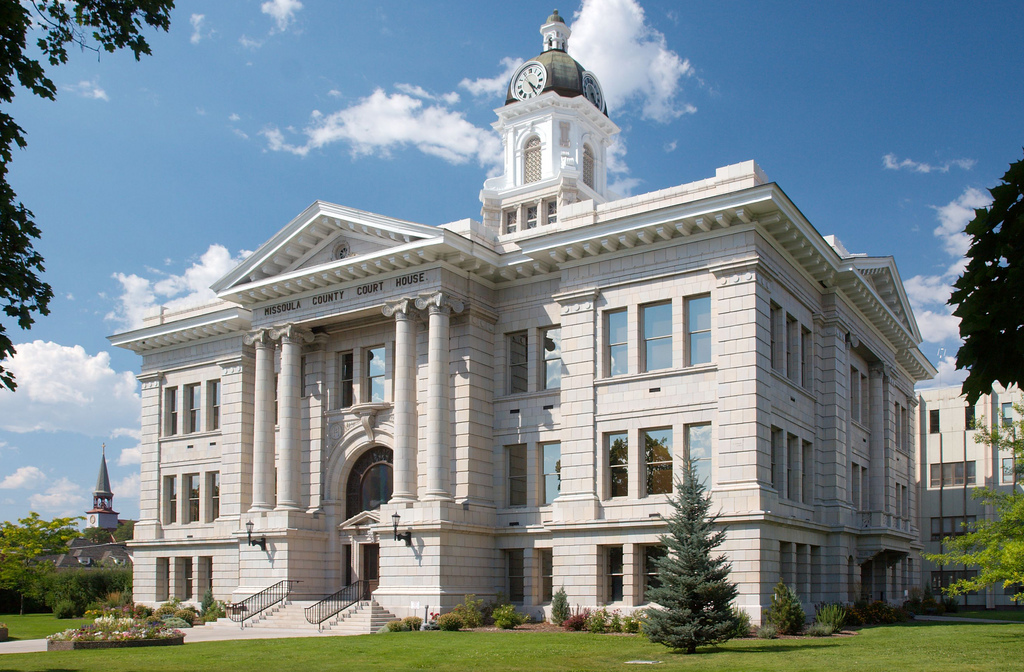
Missoula County Courthouse

## Geboren
- Jeannette Rankin (1880-1973), politica